# スプレーアート
スプレーアート（もしくはスプレーペイント）は、エアゾール（aerosol）スプレー缶を使って描画する作品、またはパフォーマンスのことである。
スプレーアートはもともと、路上アーティストが観衆の前で紙の上に作品を手早く仕上げるパフォーマンスとして認識されていたものがYouTubeなどで見られるようになったことで、日本でも広まりつつある。
題材としてよく見られるのは惑星や彗星、宇宙、ピラミッド、ビルの立ち並んだ都市などである。これは、日常で手に入りやすい丸い蓋（惑星）やチラシの角（ピラミッド）などを使うことで簡単に描画できるためで、多くのスプレーアート初心者の入口となっている。
スプレーの特性として、紙やキャンバス以外にも、多孔質でなければ木材や金属、ガラスやプラスチックなど、描画できる素材の幅が広い。（紙は一般的な画用紙だとにじみが発生するため、光沢紙などを用いるのが望ましい。）
同じスプレー缶を用いた画法であっても、壁に描かれる作品はグラフィティ（graffiti）、紙など持ち運べるものに作品として描く場合はスプレーアートと区別することもある。もともとはストリートアートを含め、スプレーを使った描画がスプレーアートであるが、日本では「スプレーアート」といえば紙などに描くものを指すことが多い。